# A squarciagola
A squarciagola è un singolo del cantautore italiano Olly e del produttore discografico italiano Jvli, pubblicato il 3 novembre 2023 come primo estratto dal secondo album in studio collaborativo Tutta vita.

## Descrizione
Il brano, scritto dallo stesso Olly, è prodotto da Julien Boverod, in arte Jvli.

## Video musicale
Il video musicale, diretto da Amedeo Zancanella, è stato pubblicato il 6 novembre 2023 attraverso il canale YouTube di Olly.

## Tracce
Testi di Federico Olivieri, musiche di Federico Olivieri e Julien Boverod.
1. A squarciagola – 3:04